# Čuka
Čuka (cyr. Чука) – wieś w Serbii, w okręgu jablanickim, w gminie Crna Trava. W 2011 roku liczyła 13 mieszkańców.